# Tallboda
Tallboda – miejscowość (tätort) w Szwecji, w regionie administracyjnym (län) Östergötland, w gminie Linköping.
Według danych Szwedzkiego Urzędu Statystycznego liczba ludności wyniosła: 3311 (31 grudnia 2015), 3326 (31 grudnia 2018) i 3316 (31 grudnia 2019).